# Fiat Cityway
Der Cityway ist eine von 1997 bis 2003 in zwei Generationen hergestellte Straßenbahn-Fahrzeug-Plattform des Herstellers Fiat Ferroviaria bzw. später Alstom. Die niederflurigen Gelenktriebwagen wurden für die Straßenbahn Rom, die Straßenbahn Turin und die Straßenbahn Messina gebaut.

## Cityway I

### Aufbau
Der Cityway I basiert auf dem ab 1989 von Fiat, Stanga und Ansaldo für die Straßenbahn Turin gebauten Typ TPR, ist in der einzigen gebauten Variante jedoch fünf- statt dreiteilig und ein Zweirichtungswagen. Wie beim Typ TPR laufen die Endwagenteile auf je einem Triebdrehgestell, über welchem der Fahrgastraum nicht niederflurig ist. Zwischen Drehgestell und Gelenk ist jedoch nur eine statt zwei Doppeltüren pro Türseite angeordnet. Die Endwagenteile sind auf zwei sehr kurze Mittelteile aufgesattelt, die dem Mittelteil des Typs TPR entsprechen und auf je einem nicht angetriebenen Laufwerk laufen. Zwischen diesen ist ein laufwerksloses Mittelteil mit zwei Doppeltüren auf beiden Seiten angeordnet. Die Mittelteile folgen somit dem Konzept der Multigelenkwagen. In den Fahrzeugen sind Klimaanlagen verbaut.

### Einsatz
Den einzigen Cityway-I-Auftrag, 28 Fahrzeuge mit einer Option auf 32 weitere für die Straßenbahn Rom, hatte Fiat im August 1996 erhalten. Die Auslieferung erfolgte von Oktober 1997 bis Ende 1999, der Beginn des Einsatzes im Linienverkehr im Herbst 1998 auf den Linien 8 und 19. Die Option wurde nicht eingelöst.

## Cityway II
| Cityway II        | Cityway II                   | Cityway II                   | Cityway II                   | Cityway II                   | Cityway II                   |
|                   | Rom                          | Rom                          | Turin                        | Turin                        | Messina                      |
| ----------------- | ---------------------------- | ---------------------------- | ---------------------------- | ---------------------------- | ---------------------------- |
|                   |                              |                              |                              |                              |                              |
| Nummerierung:     | 9201–9252                    | 9217–9218                    | 6000–6005                    | 6006–6054                    | 01T–15T                      |
| Anzahl:           | 52                           | 0/2                          | 6                            | 49                           | 15                           |
| Baujahr(e):       | 1999–2001                    | 2000                         | 2001                         | 2001–2003                    | 2001                         |
| Achsformel:       | 2BoBo2                       | 2BoBoBo2                     | (1A)BoBo(A1)                 | (1A)BoBo(A1)                 | (1A)Bo(A1)                   |
| Spurweite:        | 1445 mm                      | 1445 mm                      | 1445 mm                      | 1445 mm                      | 1435 mm                      |
| Länge:            | 33 m                         | 41,45 m                      | 34 m                         | 34 m                         | 22,5 m                       |
| Breite:           | 2,4 m                        | 2,4 m                        | 2,4 m                        | 2,4 m                        | 2,4 m                        |
| Stromsystem:      | 600 V DC                     | 600 V DC                     | 600 V DC                     | 600 V DC                     | 750 V DC                     |
| Stromübertragung: | Einholmstromabnehmer         | Einholmstromabnehmer         | Einholmstromabnehmer         | Einholmstromabnehmer         | Einholmstromabnehmer         |
| Antrieb:          | Drehstrom-Asynchronmaschinen | Drehstrom-Asynchronmaschinen | Drehstrom-Asynchronmaschinen | Drehstrom-Asynchronmaschinen | Drehstrom-Asynchronmaschinen |
| Betriebsart:      | Zweirichtungswagen (ZR)      | Zweirichtungswagen (ZR)      | Einrichtungs-wagen           | ZR                           | ZR                           |
| Sitzplätze:       | 56                           |                              | 42                           | 42                           | 24                           |
| Niederfluranteil: | 100 %                        | 100 %                        | 100 %                        | 100 %                        | 100 %                        |

### Aufbau
Die Fahrzeuge des Typs Cityway II sind im Gegensatz zur ersten Generation vollständig als Multigelenkwagen ausgeführt. Ein weiterer konzeptioneller Unterschied ist, dass der Antrieb grundsätzlich in der Mitte angeordnet ist, während in den äußeren Laufwerken maximal das zum Gelenk hin angeordnete Radpaar angetrieben ist. Die Laufwerksmittelteile sind mit einer Länge von 2,00 m (zwischen den Drehpunkten) weiterhin sehr kurz.

### Rom
Für die Straßenbahn Rom wurden sieben- und versuchsweise auch neunteilige Cityway II gebaut. Die laufwerkslosen Mittelteile dieser Zweirichtungswagen sind 6,45 m lang (zwischen den Drehpunkten). In den äußeren beiden ist nur jeweils eine Doppeltür pro Türseite angeordnet, in dem oder den beiden mittigen dagegen zwei.
Im Frühling 1998 hatte ATAC 18 Fahrzeuge mit einer Option auf 32 weitere bestellt, motiviert auch durch das erwartete hohe Fahrgastaufkommen im Rahmen der Millenniumsfeierlichkeiten. Die Technischen Erprobungsfahrten wurden auch in Turin durchgeführt. Bereits im Sommer 1999, also noch vor Abschluss der Auslieferung der ersten Generation, begann die Inbetriebnahme der 16 siebenteiligen Fahrzeuge. Bei den Testfahrten der beiden neunteiligen Wagen zeigten sich jedoch technische Probleme und Mängel, so dass sie zunächst bei der Hauptwerkstatt des Verkehrsbetriebs abgestellt wurden. Nach Einlösung der Option wurden 2000 und 2001 schließlich 34 weitere siebenteilige Wagen ausgeliefert. 2013/2014 gelangten auch die beiden anfangs neunteiligen Fahrzeuge nach einer Verkürzung auf sieben Wagenteile in den Fahrgasteinsatz.

### Turin
Für die Straßenbahn Turin wurden siebenteilige Cityway II als Ein- und Zweirichtungswagen gebaut. Die laufwerkslosen Mittelteile sind mit 6,58 m (zwischen den Drehpunkten) etwas länger als diejenigen in Rom. Während die Türanordnung in den Mittelteilen derjenigen in Rom entspricht, gibt es zusätzlich Einzeltüren jeweils zwischen Wagenende und erstem Laufwerk. Zudem weichen die Formgebung der Front und die Antriebskonfiguration (siehe Achsformel) ab.

### Messina
Für die Straßenbahn Messina wurden fünfteilige Cityway II als Zweirichtungswagen gebaut. Die laufwerkslosen Mittelteile mit jeweils einer Doppeltür auf beiden Seiten sind mit 5,14 m (zwischen den Drehpunkten) kürzer ausgeführt und weisen neben der Tür jeweils nur ein Fenster auf. Die Laufwerksmodule entsprechen weitgehend denjenigen in Turin.
Die Ausschreibung zur Lieferung der 15 Fahrzeuge als Erstausstattung des neuen Straßenbahnsystems hatte Fiat im Jahr 2000 gewonnen. Nach der Auslieferung 2001 stand vor Ort jedoch keine ausreichende Infrastruktur zur Instandhaltung zur Verfügung, so dass 2018 bereits viele Wagen in schlechtem Zustand abgestellt waren. Von Januar 2022 bis Mai 2024 wurden sechs Fahrzeuge instand gesetzt, wofür allerdings Ersatzteile aus den anderen Wagen entnommen wurden. Verbunden mit der Instandsetzung ist auch eine Veränderung des Farbschemas von metallgrau/hellbraun zu dunkelgrau/rot.